# Cuculus poliocephalus
Cuculus poliocephalus е вид птица от семейство Cuculidae.

## Разпространение
Видът е разпространен в Бутан, Виетнам, Замбия, Зимбабве, Индия, Китай, Демократична република Конго, Кения, Малави, Мианмар, Непал, Пакистан, Русия, Северна Корея, Танзания, Шри Ланка, Южна Корея и Япония.